# Flandreau
Flandreau ist der zweit-nördlichste Ort des Moody County im US-Bundesstaat South Dakota. Das U.S. Census Bureau hat bei der Volkszählung 2020 eine Einwohnerzahl von 2372 ermittelt. Die Stadt wurde nach dem Richter Charles E. Flandreau benannt und ist County Seat des Moody County. In der Stadt ist die Verwaltung des Flandreau Santee Sioux Tribes ansässig.

## Sehenswürdigkeiten
- Crystal Theater
- Moody County Museum
- Royal River Casino

## Söhne und Töchter der Stadt
- Gene Amdahl (1922–2015), Computerarchitekt und Hi-tech-Unternehmer